# 尤卡·维尔塔宁
尤卡·维尔塔宁（芬蘭語：Jukka Virtanen，1959年7月15日—），芬兰男子冰球运动员，1979年开始职业生涯。他曾代表芬兰参加1988年冬季奥林匹克运动会冰球比赛，获得一枚银牌。